# Torneo Regional del Noroeste 2004
El Torneo Regional del Noroeste 2004 fue la sexta edición de la competición regional de rugby del noroeste Argentino. Con clubes de la Unión de Rugby de Tucumán, Jujuy, Salta y Santiago del Estero en 3 categorías.
Tarcos se consagró campeón del regional del NOA por primera vez y cortó una racha de 10 años sin títulos.

## Forma de disputa
Se jugó una primera fase, a dos ruedas todos contra todos, entre los 10 equipos donde los primeros 4 primeros clasificaron a la Zona Campeonato. Los 4 primeros de la Zona Campeonato jugaron entre sí, a una rueda, con arrastre de puntos de la clasificación anterior, para definir el campeón del Torneo Regional 2004.

## Equipos
| Unión                     | Equipo              | Ciudad                |
| ------------------------- | ------------------- | --------------------- |
| Unión de Rugby de Tucumán | Cardenales          | San Miguel de Tucumán |
| Unión de Rugby de Tucumán | Universitario       | San Miguel de Tucumán |
| Unión de Rugby de Tucumán | Huirapuca           | Concepción            |
| Unión de Rugby de Tucumán | Natación y Gimnasia | San Miguel de Tucumán |
| Unión de Rugby de Tucumán | Tarcos              | San Miguel de Tucumán |
| Unión de Rugby de Tucumán | Lawn Tennis         | San Miguel de Tucumán |
| Unión de Rugby de Tucumán | Tucumán Rugby       | Yerba Buena           |
| Unión de Rugby de Tucumán | Lince               | San Miguel de Tucumán |
| Unión de Rugby de Salta   | Gimnasia y Tiro     | Salta                 |
| Unión de Rugby de Salta   | Universitario       | Salta                 |

### Distribución geográfica de los equipos
| Jurisdicción         | Cant. | Equipos                                                                                                  |
| -------------------- | ----- | --- |
| Provincia de Tucumán | 8     | Universitario, Lawn Tennis, Los Tarcos,Tucuman Rugby, Huirapuca, Cardenales, Lince y Natación y Gimnasia |
| Provincia de Salta   | 2     | Universitario y Gimnasia y Tiro                                                                          |

## Primera fase

### Tabla de posiciones
| Pos. | Equipo              | Encuentros | Encuentros | Encuentros | Encuentros |
| Pos. | Equipo              | PJ         | PG         | PE         | PP         |
| ---- | ------------------- | ---------- | ---------- | ---------- | ---------- |
| 1.º  | Los Tarcos          | 18         | 15         | 0          | 3          |
| 2.º  | Huirapuca           | 18         | 13         | 1          | 4          |
| 3.º  | Universitario (T)   | 18         | 13         | 0          | 5          |
| 4.º  | Cardenales          | 18         | 10         | 0          | 8          |
| 5.º  | Universitario (S)   | 18         | 9          | 0          | 8          |
| 6.º  | Tucuman Rugby       | 18         | 8          | 1          | 9          |
| 7.º  | Lince               | 18         | 7          | 0          | 11         |
| 8.º  | Lawn Tennis         | 18         | 6          | 0          | 12         |
| 9.º  | Gimnasia y Tiro     | 18         | 5          | 0          | 13         |
| 10.º | Natación y Gimnasia | 18         | 2          | 0          | 15         |

|  | Clasificados a la zona campeonato |

## Zona campeonato
| Equipos       | Encuentros | Encuentros | Encuentros | Encuentros |
| Equipos       | PJ         | PG         | PE         | PP         |
| ------------- | ---------- | ---------- | ---------- | ---------- |
| 'Los Tarcos'  | 3          | 2          | 0          | 1          |
| Universitario | 3          | 3          | 0          | 0          |
| Huirapuca     | 3          | 0          | 0          | 3          |
| Cardenales    | 3          | 1          | 0          | 2          |
| Campeón Tarcos |
|                |